# 豊中市立東丘小学校
豊中市立東丘小学校（とよなかしりつ ひがしおかしょうがっこう）は、大阪府豊中市新千里東町三丁目にある公立小学校。

## 概要
千里ニュータウンJ住区の小学校として1966年4月に開校した。学区内の団地への入居が遅れたため児童の転入学の開始は同年5月になり、入学開始後も全校児童が56人（6年生は3人）であった。その後団地への入居進捗に伴い、児童数は急増し、校舎の増築が重ねて実施された。ピーク時はマンモス校となっていたが、現在は少子高齢化の影響を受けて児童数は減少している。

## 沿革
- 1965年9月 - 着工
- 1966年3月 - 第1期工事（管理棟、本館北4教室、本館南8教室）竣工
- 1966年4月1日 - 開校
- 1966年7月1日 - 校旗制定
- 1968年4月 - 第2期工事竣工（中新館8教室を増築）
- 1969年3月6日 - 体育館竣工
- 1969年5月27日 - 校歌制定
- 1970年6月 - プール竣工
- 1971年3月 - 第3期増築工事竣工（北新館8教室、音楽室2、理科室、視聴覚室を増築）
- 1972年3月 - 第4期増築工事竣工（本館北校舎4教室を増築）
- 1973年11月 - 第5期増築工事竣工（南新館6教室を増築）

## 交通
- 北大阪急行電鉄及び大阪モノレール 千里中央駅から徒歩約10分